# Resolutie 236 Veiligheidsraad Verenigde Naties
Resolutie 236 van de Veiligheidsraad van de Verenigde Naties werd aangenomen op 11 juni 1967. Dat gebeurde op de 1357e vergadering van de Raad. De resolutie eiste dat de wapens in de Golanhoogten zouden zwijgen en dat Israël en Syrië zich zouden terugtrekken op hun posities van 10 juni om 16:30.

## Achtergrond
Sinds het uitroepen van de staat Israël in 1948 had geen enkel Arabisch land Israël nog erkend, en velen verwachtten niet dat Israël als staat nog erg lang zou blijven bestaan. Na de oorlog van 1956 ontstond opnieuw een labiel evenwicht. Spanningen liepen in 1967 weer hoog op. Op 1 juni verklaarde Nasser:
De legers van Egypte, Jordanië, Syrië en Libanon staan klaar aan de grenzen van Israël... om de uitdaging aan te gaan...
Israël lanceerde een preventieve aanval, wat zou leiden tot de Zesdaagse Oorlog. Op 9 juni aanvaardden zowel Israël als Syrië een staakt-het-vuren, maar Israëls offensief in de Golanhoogten ging door. Op 10 juni verbraken de landen van het Warschaupact hun diplomatieke betrekkingen met Israël. De Sovjet-Unie dreigde met een militaire interventie, uit vrees dat Israël naar Damascus wilde oprukken. Israël gaf op 10 juni, 18:30 plaatselijke tijd, 16:30 GMT, gehoor aan resolutie 235 toen de passen aan de oostzijde van de Hoogten van Golan waren bezet.

## Inhoud
De Veiligheidsraad merkte de mondelinge verslagen van secretaris-generaal U Thant tijdens de vergaderingen 1354, 1355, 1356 en 1357 over de situatie tussen Israël en Syrië op, evenals de aanvullende informatie in artikel S/7930 en Add.1-3.
De Veiligheidsraad veroordeelde elke mogelijke schending van het staakt-het-vuren. De secretaris-generaal werd verzocht zijn onderzoek voort te zetten. Bevestigd werd dat het staakt-het-vuren een militaire opmars niet toestond.
De Veiligheidsraad riep op om terug te keren naar de staakt-het-vuren-posities van 16:30 uur GMT op 10 juni 1967. De Veiligheidsraad riep ook op tot volledige samenwerking met de stafchef van het UNTSO en waarnemers bij de uitvoering van het staakt-het-vuren, inclusief bewegingsvrijheid en geschikte communicatievoorzieningen.
Lijst ·  233 ·  234 ·  235 ·  236 ·  237 ·  238 ·  239 ·  240 ·  241 ·  242 ·  243 ·  244